# 山陽電気軌道
山陽電気軌道（さんようでんききどう）は、かつて山口県下関市において路面電車を運行していた会社。路面電車の全廃後、社名はサンデン交通と改称されてバス会社となった。本項では、主に同社の運営した路面電車線について述べる。

## 歴史
下関市での軌道敷設計画は1924年に持ち上がった。当時同市の都市開発計画が持ち上がっており、その一環として建設しようということになったものである。同年、山陽電気軌道が設立されて軌道運営に当たることにした。
1926年12月25日に初の路線として、松原 - 壇ノ浦間を開業させた。当初、日本車輌製の新造車を8両投入した。同区間には並行して既にバスが走っていたが、運賃がバスの半分以下ということもあって人気は高かった。その後、1932年までに長関線・唐戸線を全通させる。
その一方で、下関から山陽本線が通過しなかった山陰地方への便を図ろうと、1911年に長州軽便鉄道という会社が東下関 - 正明市（現、長門市）間の鉄道敷設を目論んで設立された。同社は後に長州鉄道と改称し、1914年に東下関 - 小串間を開業させた。だが、ここから先の建設は資金の都合で頓挫してしまった。
その後、現在の山陰本線の計画が持ち上がった。官営鉄道では長州鉄道の路線の内、そのルート上にあった小串 - 幡生間を国有化することになった。1925年にこれが実施されると、長州鉄道では残存区間である東下関 - 幡生間2.3 kmの営業を維持するため、伊那電気鉄道（現、飯田線）から車両を購入して1926年より電車運転が開始された。
そして、山陽電気軌道と長州鉄道には共通した出資者が多かったことから、長州鉄道は1928年に山陽電気軌道へ路線を譲渡した。山陽電気軌道ではこれを幡生線とし、それと連絡させるために唐戸 - 東下関（「東駅」と通称）間へ1929年に唐戸線を建設した。1932年には長関線が唐戸まで伸びてきたこともあって、3路線の線路が一本につながった。
山陽電気軌道では、今度は下関駅前を経由して彦島への連絡を図る路線を建設しようとした。1938年に下関駅前への乗り入れを果たすが、1942年にその下関駅が関門鉄道トンネルの開業で約700 m西へ移転したため、1946年に再び新駅の前まで路線を延伸する。そして、1954年に大和町線として彦島口までを開通させた。
だが、山陽電気軌道は昭和初期からバスを運営しており、昭和20年代以降それは急速に拡大し、昭和30年代になると電車の乗客を凌駕するようになった。そしてモータリゼーションの発達で市街の混雑も激しくなった。また、同社は関彦橋を渡り彦島と下関市街地の間を直通するバスを運行しており、彦島に渡らず彦島口止まりであった電車の乗客が著しく減少していたことから、1967年から大和町線に関しては平日の朝夕の通勤通学時間帯のみ運行という状態になった。電車の乗客の減少は止まらず、累積赤字が1億円に達するという事態にもなったことから、会社では遂に全廃を決定した。1969年に大和町線下関駅前 - 彦島口間と長関線唐戸 - 長府駅前間が廃止され、1971年には下関駅前 - 唐戸 - 東下関 - 幡生間の残存路線も廃止、これによって45年続いた電車の歴史に幕が下りた。
この軌道線の廃止に伴い、山口県の私鉄事業者は一旦消滅して国鉄線（→JR線）のみになったが、1987年7月25日に西日本旅客鉄道（JR西日本）岩日線が錦川鉄道錦川清流線に転換されたため、16年ぶりに山口県にJR以外の鉄道路線が復活した。

### 長州鉄道
- 1914年（大正3年）4月22日 長州鉄道、東下関 - 小串を蒸気鉄道として開業[2]
- 1925年（大正14年）6月1日 幡生 - 小串を小串線（後、山陰本線）として国有化[3]
- 1926年（昭和2年）3月 残存区間の東下関 - 幡生電化
- 1928年（昭和3年）10月30日 山陽電気軌道に譲渡認可[4]
- 1928年（昭和3年）12月18日 山陽電気軌道に事業、資産を譲渡

### 山陽電気軌道
- 1923年（大正12年）7月6日 長府より下関市街地を経て彦島海峡を渡り彦島福浦町に達する本線、彦島地内の支線を合わせて約20.9 kmの軌道敷設特許[5]
- 1924年（大正13年）7月9日 山陽電気軌道会社設立
- 1926年（大正15年）2月24日 東下関 - 唐戸約2.4 kmの軌道敷設特許[6]
- 1926年（大正15年・昭和元年）12月25日 松原 - 壇ノ浦 (5.38 km) 開業
- 1928年（昭和3年）4月17日 松原 - 鳥居前 (0.64 km) 開業
- 1929年（昭和4年）7月30日 東下関 - 田中町 開業
- 1929年（昭和4年）8月16日 田中町 - 唐戸 開業
- 1932年（昭和7年）9月7日 長府駅 - 鳥居前 (2.67 km) 開業
- 1932年（昭和7年）10月21日 壇ノ浦 - 唐戸 (0.91 km) 開業
- 1933年（昭和8年）10月3日 軌道特許状下付（豊浦郡長府町-同郡小月村間）[7]（1942年12月10日地方鉄道に変更）[8]
- 1938年（昭和13年）長府駅 - 鳥居前を単線化、資材を下関駅延長線に充当
- 1938年（昭和13年）11月27日 唐戸 - （旧）下関駅（後、西細江） (1.44 km) 開業
- 1942年（昭和17年）3月24日 長府駅 - 鳥居前を複線化、このころ長府駅の配線を変更し山陽本線と貨車直通化
- 1942年（昭和17年）11月1日 小月 - 西市間の鉄道路線を有していた長門鉄道を合併、同社の鉄道線となる
- 1942年（昭和17年）12月28日 彦島口までの延長路線に軌道敷設特許[9][10]
- 1946年（昭和21年）12月25日 西細江 - （新）下関駅 (0.68 km) 開業
- 1949年（昭和24年）4月1日 長門鉄道を再分離
- 1949年（昭和24年）4月 新町四丁目 - 西之端約1.2 kmを線路移設
- 1949年（昭和24年）12月25日 新町四丁目 - 西之端を複線化
- 1954年（昭和29年）4月28日 下関駅 - 彦島口 (1.38 km) 開業
- 1959年（昭和34年）5月29日 交差点交通区分改良に伴い唐戸の分岐を変更
- 1967年（昭和42年）8月12日 下関駅 - 彦島口を、平日朝夕のみの営業とする
- 1969年（昭和44年）10月30日 下関駅 - 彦島口、唐戸 - 長府駅を廃止
- 1971年（昭和46年）2月7日 下関駅 - 唐戸 - 東下関 - 幡生を廃止し鉄軌道事業全廃
- 1971年（昭和46年）6月 山陽電気軌道、社名をサンデン交通に改称

## 路線データ
1967年現在。成立の経緯から幡生線の鉄道とそれ以外の軌道に分かれるがここでは区別しない。
- 路線距離：総延長17.57 km
  - 長関線：長府駅 - 下関駅 11.72 km
  - 大和町線：下関駅 - 彦島口 1.37 km
  - 幡生線：幡生 - 東下関 2.18 km
  - 唐戸線：東下関 - 唐戸 2.31 km
- 軌間：1067 mm
- 電化方式：直流 600 V
- 複線区間：幡生線を除く全線

## 運行
1967年当時
- 運行本数
  - 長関線：5 - 20分間隔
  - 幡生線：10 - 30分間隔
  - 市内線（東駅 - 下関駅）：5 - 10分間隔
  - 大和町線：平日朝夕のみ5 - 10分間隔

## 停留場
1969年当時
長関線
長府駅 - 競艇場（臨） - 松小田 - 前八幡 - 印内 - 鳥居前 - 松原 - 外浦 - 黒門 - 自動車学校 - 前田 - 御裳川 - 壇之浦 - 赤間神宮 - 唐戸 - 西南部 - 観音崎 - 三百目 - 入江口 - 西細江 - 茶山口 - 下関駅
大和町線
下関駅 - 駅西口 - 漁協前 - 大和町 - 二冷前 - 彦島口
幡生線・唐戸線
幡生 - 武久 - 金比羅 - 大坪八幡 - 東下関 - 山之口 - 新町四丁目 - 新町三丁目 - 新町一丁目 - 西之端 - 唐戸

## 接続路線
- 長府駅：山陽本線
- 幡生駅：山陽本線・山陰本線
- 下関駅：山陽本線

## 未成線
- 下関駅 - 新地
- 長府 - 小月

### 宇部鉄道との直通・延伸構想
下関財界で構成する「大下関港拡築期成会」では、上記の未成区間の終点である小月駅から更に東側へ電車を延伸し、厚狭海岸を経由して宇部市の宇部電気鉄道・宇部鉄道と直通する「海岸電気鉄道」構想を持っていた。同会が1934年（昭和9年）に出版した提言書『大下関港』では「山陽電軌と宇部電鉄と最短距離区間」の直結連絡を提言し、海岸電気鉄道を形成することで産業発展に資するのみならず、風光明媚な海岸遊覧電車として観光誘致も構想していた。
この新電車には宇部電気鉄道と同じく宇部財界が出資する電力会社・宇部電気から移管した山口県営宇部発電所の電力を活用することで、「低廉豊富な電力の送電を受ける経済的な電力消費」と「開発裨益」の両立が可能であるとした。宇部財界は下関側の山陽電気軌道にも出資しており、後のサンデン交通にも宇部興産（宇部財界各社が合併し発足）を経てUBEによる出資関係が引き継がれている。
1938年（昭和13年）に陸上交通事業調整法が施行されると、山陽電軌と宇部鉄道を合併して資本金3千万円の新会社を設立し「下関宇部高速度電車」を敷設する計画が具体化し、この計画の第一段階として両社を含む山口県内の私鉄6社（山陽電気軌道、長門鉄道、船木鉄道、小野田鉄道、宇部鉄道、宇部電気鉄道）の統合協議が始まった。
6社は1940年（昭和15年）6月25日に山口市で開いた関係者懇談会で統合について合意し、山口県および鉄道省に対して合併の斡旋を一任、「六社統合委員会」を設置して具体的な作業に入ることとされた。統合協議に参加する鉄道省監督局も、交通時間短縮と輸送力増強の観点から下関宇部高速度電車の実現を「有望」と評価していた。
1941年（昭和16年）には前述の構想を拡大する形で下関から徳山付近に至る「山陽急行電鉄」構想が浮上し、山口県が中心となり鉄道省の協力を得て調査研究を進めた。この中で合併については宇部側2社（宇部鉄道と宇部電気鉄道）を先行し、続いて下関側2社（山陽電気軌道と長門鉄道）、将来的に船木鉄道や小野田鉄道を含めた一元化を目指すことになった。
宇部電気鉄道を統合し新たに発足した宇部鉄道は、工業生産拠点に直結して貨物輸送も担っていたことから戦時体制の強化に伴い国有化されることになり、1943年（昭和18年）に鉄道事業を国有鉄道へ移管、残ったバス事業も宇部市へ移管して1944年（昭和19年）に会社を解散し、山陽・宇部の両鉄道を核とした都市間高速鉄道の敷設構想は実現しなかった。

## 車両

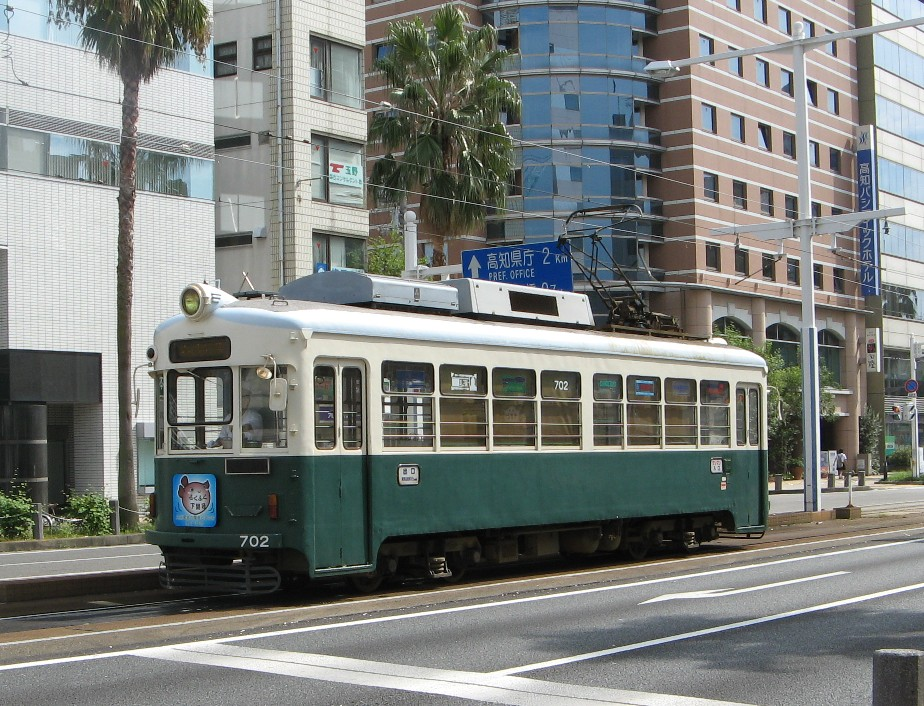
山陽電軌の塗装に復元された土佐電702号

形式称号の定めはなかったという が、記述の便宜上番号ごとに区分する

### 2軸車
台車はブリル21-E系を使用、制動は手用
1-3
長州鉄道から引き継ぎの元伊那電気鉄道9-11。電動機50 HP (37.3 kW)×2。木造のダブルルーフ、扉無しと推定。1937年（昭和12年）2月27日付廃止
100 - 116
101 - 108は1928年日本車輌製造の木造車。（ダブルルーフでない）丸屋根、扉付き。山陽電気軌道開業時の車両。電動機30 HP (22.4 kW)×2。1948年から1950年にかけて広瀬車輌と水野造船所で台枠を使用して鋼体化
109 - 116は1929年梅鉢鉄工所製造の半鋼製車。丸屋根、扉付き、電動機35 HP (26.1 kW)×2

### ボギー車
いずれも直接制御、空気制動、電動機37.3 kW×2
201 - 205
2扉、半鋼製、丸屋根。201, 204, 205は1930、32年藤永田造船所製造、202, 203は1930年梅鉢鉄工所製造。神鋼SA型鋳鋼枠軸ばね式台車
206, 207
3扉、半鋼製、丸屋根で201-205よりやや大型で定員も多かった。1936年日本車輌製造。日車C-10系（ブリル76-2E系）台車。1954年（昭和29年）から2扉化
301 - 305、501 - 506
半鋼製、丸屋根の設計は300が1939年、500が翌年の認可でほぼ同一。301 - 305は1940年日本車輌、残りは発注が戦後になり501, 502は1947年日本鉄道自動車、503 - 506は1949、50年日立製作所の製造。台車は日立製の2両が76-2E系、日車と日鉄自動車製の7両はK-10系。西鉄北方線の321, 322は501, 502と同形の注文流れ
511 - 515
半鋼製、丸屋根、2枚引き違い扉。511 - 513は1951年（昭和26年）、514, 515は翌年三重交通神都線から譲受。譲受前の記号番号はセ36 - セ40 → モ511 - モ515。511・512は三重合同電気時代の1926年（大正15年）12月に汽車製造東京支店で、513・514は1928年（昭和3年）1月に日本車輌製造本店で、515は1928年11月に同じく日本車輌製造本店で、それぞれ製造された。いずれも1953年（昭和28年）認可。入線後に集電装置をポールからビューゲルに変更。台車はブリル76-2Eを模倣した形鋼組立造軸ばね式台車で、汽車製造製のものも含めて日車C形台車と呼称した。
531, 532
木造、丸屋根。三重交通神都線から1957年（昭和32年）譲受、翌年認可。譲受前の記号番号はセ27・セ28 → モ531・モ532で伊勢電気鉄道（初代）時代の1906年（明治39年）5月に日本車輌製造で製造された、同社初の2軸ボギー車。入線時に折り戸を取りつけ。台車は新造時点ではブリル22Eマキシマム・トラクション台車を装着していたが、1931年（昭和6年）7月に田中車輌で新造された日車C形台車へ交換され、この状態で譲渡された。譲渡時点での主電動機は日立製作所HS-172-A（端子電圧600 V時、1時間定格出力37 kW）。1962年（昭和37年）名義と主要機器を811, 812に譲り、車体は一時倉庫に使用
601 - 605
半鋼製、張り上げ丸屋根、2枚引き戸、当初は前面に曲面ガラスを使用。1954年汽車会社支店製造、車体は大栄車輌。台車は汽車会社KS-13形、形鋼溶接造軸ばね式、コイルばねダンパー併用
701 - 704, 801 - 805
ほぼ全金属製、張り上げ丸屋根、2枚折り戸。1958年（昭和33年）に701 - 704が室内照明を白熱灯で、翌年に801 - 805が蛍光灯で、ナニワ工機製造。台車は700形がナニワ製NK-11、800形がその改良形に当たるNK-12を装着する。
811, 812
531, 532の名義と台車はじめ主要機器を使用して1962年（昭和37年）にナニワ工機で製造。車体は801 - 805にほぼ同じ

### 譲渡車および保存車
701, 702, 704, 801-804が廃止後土佐電気鉄道（現・とさでん交通）に譲渡され、現在も運行中である。このうち702号は、2005年に山陽電気軌道時代の塗装に復元された。これらの譲渡車両については、土佐電気鉄道700形電車を参照されたい。
301が1969年の部分廃止後に忌宮神社に保存されたが、荒廃したため1974年に解体撤去された。また全線廃止後に601が下関市立図書館に保存され読書室として利用されていたが、1996年11月11日に解体された。このため現在は保存車両はない。